# Stéphanie Cortisse
Stéphanie Cortisse, née le 5 décembre 1988 à Verviers (Belgique), est une personnalité politique belge, membre du Mouvement réformateur (MR). 
Elle est Présidente du Conseil communal de Verviers depuis le 3 décembre 2018 et députée au Parlement de la Fédération Wallonie-Bruxelles (Parlement de la Communauté française de Belgique) depuis le 18 septembre 2019,.
Elle est titulaire du diplôme de Master en droit à spécialité finalisée en droit social de l'Université de Liège et est avocate depuis le 19 septembre 2011 au Barreau de Liège et depuis le 1er janvier 2020 au Barreau de Verviers.